# Сеансовий рівень
Сеа́нсовий рі́вень (англ. Session layer) - 5-й рівень мережевої моделі OSI, відповідає за підтримання сеансу зв'язку, дозволяючи програмам взаємодіяти між собою тривалий час. Рівень управляє створенням / завершенням сеансу, обміном інформацією, синхронізацією завдань, визначенням права на передачу даних і підтримкою сеансу в періоди неактивності програм. Синхронізація передачі забезпечується включенням у потік даних контрольних точок, починаючи з яких поновлюється процес при порушенні взаємодії.
Сеанси передачі складаються із запитів і відповідей, які здійснюються між програмами. Служби сеансового рівня зазвичай використовуються в середовищах програм, у яких потрібно використання віддаленого виклику процедур.
Прикладом протоколів сеансового рівня є протокол сеансового рівня стека протоколів OSI, який відомий як X.235 або ISO 8327. У разі втрати з'єднання цей протокол може спробувати його відновити. Якщо з'єднання не використовується тривалий час, то протокол сеансового рівня може його закрити і відкрити заново. Він дозволяє проводити передачу в дуплексному або в напівдуплексному режимі і забезпечує наявність контрольних точок в потоці обміну повідомленнями.
Іншими прикладами реалізації сеансового рівня є Zone Information Protocol (ZIP) - протокол AppleTalk, що забезпечує узгодженість процесу зв'язування по імені, а також протокол управління сеансом (англ. Session Control Protocol (SCP)) - протокол рівня сеансу IV стадії проекту розробки стека протоколів DECnet.
У рамках семантичних конструкцій сеансового рівня мережевої архітектури OSI цей рівень відповідає на службові запити з представницького рівня і здійснює службові запити до транспортному рівню.

## Служби
- Аутентифікація
- Права доступу
- Відновлення сеансу (встановлення контрольних точок та відновлення)

Сеансовий рівень моделі OSI відповідає за встановлення контрольних точок та відновлення. Він дозволяє відповідним чином поєднувати і синхронізувати інформацію декількох потоків, можливо від різних джерел.
Прикладом застосування є організація відеоконференцій в мережі, коли звуковий і відео потоки повинні бути синхронізовані для уникнення проблем із синхронізацією руху губ з промовою. Управління правами на участь у розмові гарантує, що той, хто показується на екрані, дійсно є співрозмовником, який в даний момент говорить.
Ще одним застосуванням є передачі в прямому ефірі, в яких необхідно без різких переходів накладати звуковий і відео потоки і переходити від одного потоку до іншого, для уникнення перерв в ефірі або зайвих накладень.

## Порівняння з моделлю DOD
В еталонній моделі DOD (TCP/IP) відсутній розгляд порушених у моделі OSI питань застосування семантики транспортного протоколу і тому сеансовий рівень не розглядається. Управління сеансами OSI в з'єднанні з типовими транспортними протоколами (TCP, SCTP) міститься у протоколах транспортного рівня або ж в іншому випадку зачіпає область протоколів прикладного рівня. Шари моделі DOD є описами рамок функціювання (програма, з'єднання хост-хост, мережа, зв'язок), але не докладними приписами щодо способу функціювання або семантики даних.